# Agnes II. von Braunschweig-Grubenhagen
Agnes II. von Braunschweig-Grubenhagen (* ca. Sommer 1406; † 18. November 1439) war von 1412 bis 1439 Äbtissin des Stiftes Gandersheim.

## Leben
Sie war eine Tochter von Erich I. (Braunschweig-Grubenhagen). Bereits als Kind wählte man sie zur Äbtissin. Später bestätigte der Papst zwar die Wahl der minderjährigen Agnes, gab ihr jedoch eine Dekanin des Stiftes als Vormund. Ab 1425 stellte Agnes Urkunden ohne Vormund aus. Sie wurde in der Stiftskirche begraben.

## Wirken
Im Zusammenhang mit einer Welfischen Erbteilung und dem Aussterben der Edelherren von Homburg übertrug sie Otto II. (Braunschweig-Göttingen) Burg und Stadt Gandersheim und die Burgen Seesen und Stauffenburg, und Wilhelm I. (Braunschweig-Wolfenbüttel) die Asseburg, Gifhorn, Burg und Stadt Lüneburg, Burg Greene, Lüthorst, das halbe Lehen der Homburg, die Burg Lauenstein sowie Güter der ehemaligen Grafschaft Wernigerode.
Sie kümmerte sich auch um den Stiftsbesitz in Kalkum.